# Basket Femminile Le Mura Lucca 2012-2013
Questa voce raccoglie le informazioni riguardanti il Basket Femminile Le Mura Lucca nelle competizioni ufficiali della stagione 2012-2013.

## Stagione
La stagione 2012-2013 del Basket Femminile Le Mura Lucca è stata la terza disputata in Serie A1. La presentazione ufficiale della squadra è avvenuta il 16 settembre 2012. Lo sponsor principale è Gesam Gas.
La società lucchese è arrivata seconda perdendo la finale dei play-off scudetto contro Schio. Lucca ha ospitato le final four della Coppa Italia e la squadra si è piazzata seconda.

## Verdetti stagionali
Competizioni nazionali
- Serie A1:

stagione regolare: 2º posto su 10 squadre (15-3);
play-off: sconfitta in finale contro Schio (0-3).
- Coppa Italia:

finale persa contro Schio.

## Rosa
|    | Naz.                                       | Ruolo | Sportivo               | Anno | Alt. |  |       |
| -- | ------------------------------------------ | ----- | ---------------------- | ---- | ---- |  | ----- |
| 5  | Stati Uniti (bandiera)                     | A     | Adrienne Sanaa Johnson | 1989 | 182  |  |       |
| 6  | Italia (bandiera)                          | A     | Letizia Gaeta          | 1995 | 176  |  |       |
| 7  | Italia (bandiera)                          | P     | Francesca Dotto        | 1993 | 169  |  |       |
| 8  | Italia (bandiera)                          | G     | Laura Spreafico        | 1991 | 178  |  |       |
| 9  | Stati Uniti (bandiera)                     | A     | Devereaux Peters       | 1989 | 187  |  | [ 4 ] |
| 9  | Stati Uniti (bandiera) · Italia (bandiera) | P     | Kathrin Ress           | 1985 | 196  |  | [ 5 ] |
| 10 | Portogallo (bandiera)                      | AP    | Mery Andrade           | 1975 | 180  |  |       |
| 11 | Italia (bandiera)                          | G     | Gloria Favilla         | 1985 | 176  |  |       |
| 12 | Italia (bandiera)                          | G     | Cristina Mei           | 1985 | 179  |  |       |
| 13 | Italia (bandiera)                          | G     | Benedetta Bagnara      | 1987 | 178  |  |       |
| 14 | Slovenia (bandiera)                        | C     | Marie Růžičková        | 1986 | 192  |  |       |
| 15 | Italia (bandiera)                          | P     | Angela Gianolla        | 1980 | 170  |  |       |
| 16 | Italia (bandiera)                          | G     | Elisa Maffei           | 1996 | 175  |  |       |
| 18 | Italia (bandiera)                          | AP    | Marianna Masini        | 1996 | 185  |  |       |
| 19 | Italia (bandiera)                          | G     | Beatrice Benicchi      | 1995 | 174  |  |       |

## Risultati

### Finale
| Arbitri: | Corrado Triffiletti (Messina) Daniele Caruso (Roma) |

|            |          |             |
| Bagnara 12 | Punti    | 26 Lavender |
| Dotto 4    | Assist   | 3 Godin     |
| Andrade 6  | Rimbalzi | 9 Godin     |